# Усманов, Рахмонбек Джахонгирович
Рахмонбек Джахонгирович Усманов (род. 24 апреля 1960 года, Ташкент) — хоким города Ташкента с 16 марта 2012 года до 26 апреля 2018 года. 3 октября 2018 года назначен новым хокимом Юнусабадского района города Ташкента.

## Биография
В 1982 году окончил Ташкентский автодорожный институт, по специальности — инженер-механик.
Начинал карьеру механиком, затем был директором Ассоциации «Тошшахартрансхизмат», заместителем хокима Мирзо-Улугбекского района Ташкента, хокимом Яккасарайского района Ташкента и заместителем хокима Ташкента. С 16 марта 2012 года до 26 апреля 2018 года — хоким Ташкента.
С 26 апреля по 3 октября 2018 года - первый заместитель начальника Узбекского агентства автомобильного транспорта («Узавтотранс»).
Усманов представляет Либерально-демократическую партию Узбекистана. В 2008 году был удостоен ордена «Мехнат шухрати»
Свободно владеет русским языком. 

## Критика
30 марта 2016 года на своей пресс-конференции Усманов, помимо прочего, назвал трамвайную систему Ташкента неэффективной и объявил о поэтапном её закрытии и демонтаже трамвайных путей. Данное решение хокима вызвало шквал критики в Узнете и социальных сетях. Особо отмечается, что ещё в 2011 году Ташкент закупил 20 современных вагонов Vario LF общей стоимостью $19,8 млн, будущее которых стало довольно туманным, а также тот факт, что в случае полного закрытия системы будет невозможно построить проектируемую линию скоростного трамвая в Сергели. Полное закрытие ташкентского трамвая ставит под большой вопрос возможность будущего возрождения трамвая по примерам таких городов, как Париж и Афины, и несомненно отрицательно скажется как на имидже крупнейшего города Средней Азии, так и его экологии. К тому же, автобус, который при таком стечении обстоятельств станет основным видом общественного транспорта в Ташкенте, способен провозить ограниченное число пассажиров, а бесконечное увеличение парка неминуемо провоцирует пробки.